# A társaság embere (Hősök)
A társaság embere a Hősök című amerikai televíziós sorozat tizenhetedik epizódja.

## Cselekmény
|  | Alább a cselekmény részletei következnek! |

Ted és Matt Bennet házában kutakodnak, de megérkezik a család, akik meghozták Sandrát a kórházból. Mikor belépnek, megjelenik Ted, a hátuk mögött, pedig Matt, fegyverrel. Válaszokat akarnak, és tudják, hogy feldühítik Tedet, akkor robbanni fog. Matt hallja Claire gondolatait, és tudja, hogy a haiti fickó törölte a memóriáját neki is, és Sandrának is. Azt is kiderül, hogy Bennet nem papíreladó. Matt négyszemközt kikérdezi Claire-t. Megtudják egymásról, hogy különlegesek, és azt hiszik, hogy Bennet tette őket ilyenné. Claire ordít az apjával. Ted meg akarja ölni mindannyiukat, de Matt lebeszéli, Bennet pedig japánul gondolkodik. Bennet elfut a pisztolyáért, de Ted elveszi tőle.
Bennet már tudja, hogy Matt olvas a gondolatokban, ezért azt gondolja, hogy lője le Claire-t, mert Ted a pisztolyt Sandrára fogja. Matt lelövi Claire-t. Matt és Bennet felviszik a testét a szobájába, hogy ott gyógyuljon meg. Nem Bennet tette velük ezt, és ő mindent azért tett, nehogy Claire-t elvegyék tőle, és ezt Matt is hallja, így igaz. Megbeszélik, hogy Matt végig azt fogja tenni, amit Bennet gondol. Matt és Bennet elmennek a papírgyárba, hogy Bennet bizonyítékot hozhasson Tednek. Elmennek a papírgyárba, ahol Bennet találkozik a haitival, és már tudja, hogy nem néma. Megtudja tőle, hogy van egy másik ember, akinek a parancsait követi. Otthon Ted fogvatartja Lyle-t és Sandrát. Hall valami zajt fentről, és felmegy. Amíg felmegy, Claire bejön a hátsó ajtón és kiszabadítja Sandrát és Lyle-t, de nem érnek ki, mert Ted fent észreveszi, hogy Claire nincs ott, ezért lefut. Lyle kiszabadul, Ted megfogja Claire-t a nyakánál fogva, megégeti és az anyja is látja, ahogy meggyógyul. Megkötözi őket. Sandra Isten adományának hívja Claire képességét. Közben Ted rájön mindenre, Matt azért lőtte le Claire-t, mert ő meggyógyul.
Megérkezik Matt és Bennet, akik elhozzák Ted aktáját. A haiti közben kiviszi Sandrát és Claire-t a házból. Ekkor megjelenik egy fickó, aki Bennetre lő, de Tedet találja el, erre ő rettenetesen feldühödik és elkezd világítani, és a sugárzás, amit kibocsát, az egész házat felgyújtja. Mindenki kimenekül, csak Bennet marad bent, aki próbálja benyugtatózni Tedet, de nem fér a közelébe. Ekkor megy Claire, hiszen neki nem eshet baja. Bennet kimegy. Ted már robbanni készül, amikor végre minden lecsillapodik. A ház ajtajában Claire jelenik meg, az teste pedig teljesen szét van égve, de teljesen meggyógyul néhány másodperc alatt. Bennet eltünteti Claire-t, vagyis a haitira bízza, magát pedig meglöveti vele, hogy azt higgyék, elvették tőle, majd pedig a haiti elveszi az emlékeit.
15 évvel ezelőtt:
Mr. Bennet ekkor jelentkezik a papírgyárba, ami természetesen csak álca. A feladata az lesz, hogy a különleges emberek nyomába ered. Természetesen nem egyedül, lesz egy társa, aki nem más, mint a láthatatlan ember, Claude.
14 évvel ezelőtt:
Kaito, Hiro apja adja át Bennetnek Claire-t kisbabaként. Bennetet bízzák meg a lány gondozásával, amit ő nem igazán szeretne, de nincs választása. Sőt, a lány nem Benneté, csak ő fogja gondozni, ugyanis ha megjelenik nála bármilyen képesség, a babát el fogják venni tőle. Sandra már akkor is olyan dolgokra jött rá, amire nem szabadott volna. Ekkor jelenik meg először a Haiti és veszi el Sandra memóriáját. Bennet és Claude együtt utaznak egy kocsiban, de kiderül, hogy Bennet azt az utasítást kapta, hogy ölje meg Claude-ot, mert rejteget valakit, akinek szintén különleges képessége van. Bennet nem akarja megölni, hiszen a barátja, mégis rálő, majd Claude eltűnik.
3 évvel ezelőtt:
Bennet ekkor mondja meg Claire-nek, hogy örökbefogadták, de Claire akkor is szereti a szüleit.